# 能動義手
能動義手（のうどうぎしゅ）は、義手の一種で、機能が残された身体の部分の動きを利用し、任意の動作を可能にするもの。
一般的な能動義手は、肩甲骨や肩関節などの動作を、義手の手や肘の動作に変換する。もっぱらハーネスなどの器械的仕組みによって動作し、外部の電力を使って義手を動かす筋電義手とは区別される。「能動式義手」（のうどうしきぎしゅ）という表現も能動義手と同様に用いられる。「能動用義手」という表現が用いられることもあるが、この場合はより広義に、筋電義手など、使用者の筋力以外の動力を利用する義手も含まれる可能性がある。
日本では、特に外見を理由として、能動義手の利用があまり進んでいないとされる。障害者自立支援法に基づいて各地の更生相談所が新規処方する義手の大部分は装飾用であり、能動義手などが占める比率は低い。
入院中にリハビリテーションの一環で使用される能動義手は、特に「訓練用義手」、「仮義手」と呼ばれる。